# POU6F1
POU6F1 (англ. POU class 6 homeobox 1) – білок, який кодується однойменним геном, розташованим у людей на 12-й хромосомі. Довжина поліпептидного ланцюга білка становить 301 амінокислот, а молекулярна маса — 32 645.
| 10         |  | 20         |  | 30         |  | 40         |  | 50         |
| ---------- |  | ---------- |  | ---------- |  | ---------- |  | ---------- |
| MPGISSQILT |  | NAQGQVIGTL |  | PWVVNSASVA |  | APAPAQSLQV |  | QAVTPQLLLN |
| AQGQVIATLA |  | SSPLPPPVAV |  | RKPSTPESPA |  | KSEVQPIQPT |  | PTVPQPAVVI |
| ASPAPAAKPS |  | ASAPIPITCS |  | ETPTVSQLVS |  | KPHTPSLDED |  | GINLEEIREF |
| AKNFKIRRLS |  | LGLTQTQVGQ |  | ALTATEGPAY |  | SQSAICRFEK |  | LDITPKSAQK |
| LKPVLEKWLN |  | EAELRNQEGQ |  | QNLMEFVGGE |  | PSKKRKRRTS |  | FTPQAIEALN |
| AYFEKNPLPT |  | GQEITEIAKE |  | LNYDREVVRV |  | WFCNRRQTLK |  | NTSKLNVFQI |
| P          |  |            |  |            |  |            |  |            |

A: Аланін

C: Цистеїн

D: Аспарагінова кислота

E: Глутамінова кислота

F: Фенілаланін

G: Гліцин

H: Гістидин

I: Ізолейцин

K: Лізин

L: Лейцин

M: Метіонін

N: Аспарагін

P: Пролін

Q: Глутамін

R: Аргінін

S: Серин

T: Треонін

V: Валін

W: Триптофан

Задіяний у таких біологічних процесах, як транскрипція, регуляція транскрипції. 
Білок має сайт для зв'язування з ДНК. 
Локалізований у ядрі.